# Flagge der Balearischen Inseln
Die Flagge der Balearischen Inseln wurde am 1. März 1983 eingeführt.

## Beschreibung und Bedeutung
Als ehemaliger Teil der Krone von Aragonien dient die Senyera als Grundlage der Flagge. Die Flagge der Balearischen Inseln ist ein gelbes waagerecht mit vier roten Streifen gleicher Breite gestreiftes Flaggentuch. Auch die gelben Streifen haben gleiche Breite und entsprechen den roten. Die purpurne Gösch zeigt eine silberne fünftürmige gezinnte Burg mit offenen Fenstern und Tor. Die Gösch nimmt ein Viertel der Flagge ein. Sie zeigt eine Burg, ein Verweis auf das Wappen von Palma de Mallorca, der Hauptstadt der Region. Die Burg ist der königliche Almudaina-Burgpalast, der noch heute als Residenz des Spanischen Königs dient, wenn er sich auf Mallorca aufhält.

## Geschichte
Ein Buch aus dem Jahr 1350 führt für Mallorca eine grün-schwarz senkrecht gestreifte Flagge an. Eventuell war dies aber auch nur die Flagge der regierenden Familie der Burdils. Die heutige Flagge war schon früher im Gebrauch, so in der Zweiten Spanischen Republik (1936 bis 1939), doch nach dem Sieg General Francos wurde die Verwendung der Flagge verboten. In den letzten Jahren der Diktatur wurde ihre Verwendung aber wieder geduldet.

Mallorca um 1350

## Flaggen der Inselräte

Inselrat von Mallorca
Inselrat von Menorca

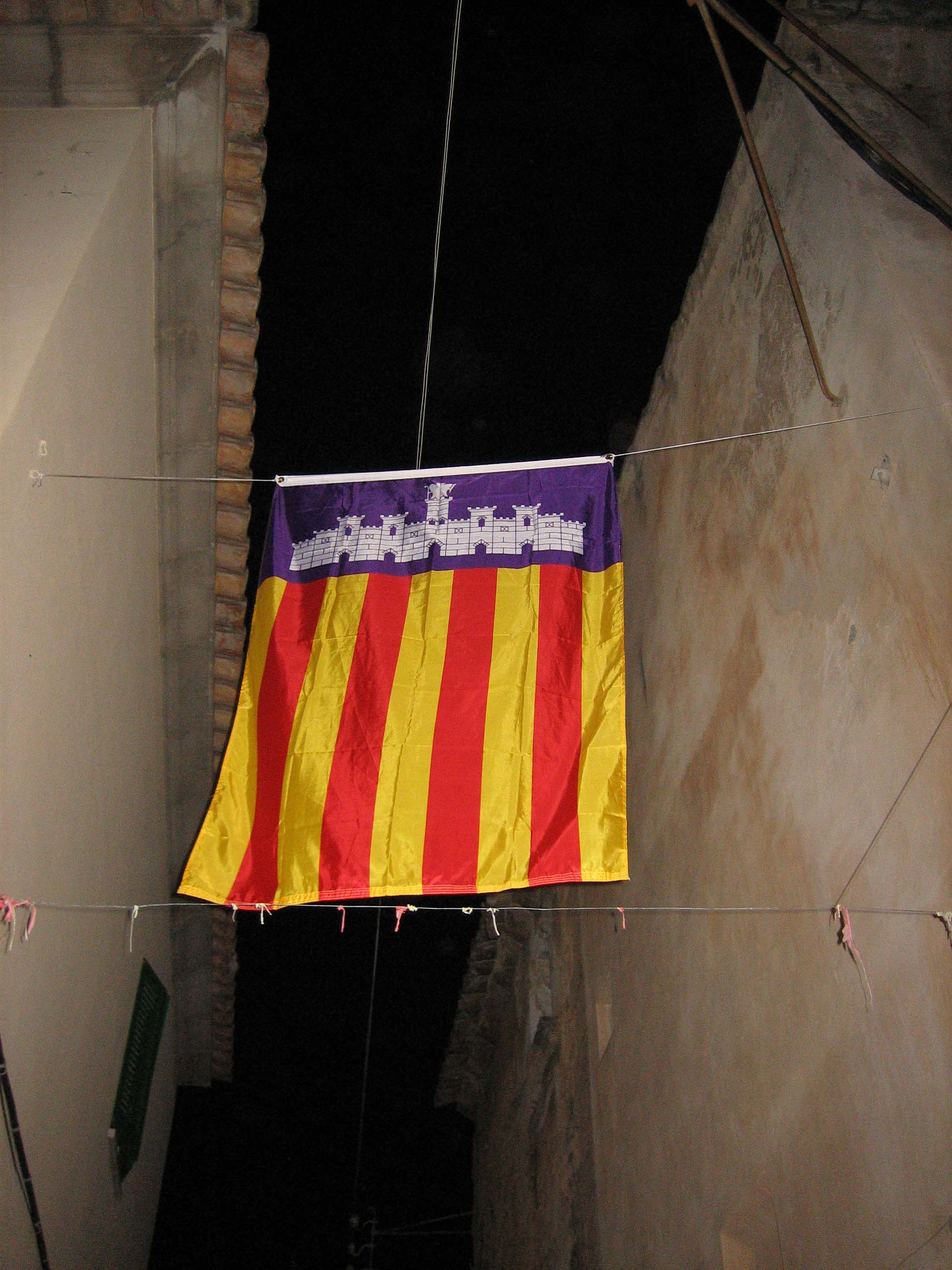
Flagge Mallorcas

Inselrat von Ibiza (bis zur Auflösung des gemeinsamen Inselrates 2007 die gemeinsame Flagge mit Formentera)[1]
Inselrat von Formentera

## Flaggen der untergeordneten Verwaltungseinheiten
Die Comarcas und Gemeinden der Balearen verwenden eigene Flaggen. Viele verwenden ebenso die Senyera als Grundlage ihrer Flagge.
Beispiele für Gemeindeflaggen:

Formentera (auch die Flagge des nur aus der Gemeinde Formentera bestehenden Inselrates)
Inca
Manacor
Pollença